# Abbenans
Abbenans település Franciaországban, Doubs megyében. Lakosainak száma 321 fő (2022. január 1.). Abbenans Les Magny, Uzelle és Fallon községekkel határos.

## Népesség
A település népességének változása:
| Lakosok száma | 324  | 403  | 353  | 349  | 352  | 350  | 342  | 323  | 321  | 321  |
|               | 1968 | 1982 | 1990 | 2006 | 2013 | 2015 | 2017 | 2019 | 2020 | 2022 |